# Тужни чемпрес
Тужни чемпрес је детективски роман британске списатељице Агате Кристи који је први пут у Великој Британији објавио "Collins Crime Club" у марту 1940. године, а у САД "Dodd, Mead and Company" касније исте године. Британско издање продавало се по цени од осам шилинга и три пенија  - први раст цене британског издања Кристијеве од њеног првенца 1921. - а америчко издање је продато по цени од 2 долара.
Ово је први роман из низа о Поароу смештен бар делимично у судницу, а одбрана, тужилаштво и сведоци излажу чињенице које леже у основи Поароовог решења злочина. Наслов је извучен из песме из Шекспирове драме Дванаеста ноћ.
Роман је одлично прихваћен при објављивању. Један рецензент је приметио „економски је написано, трагови се стављају пред читаоца беспрекорно поштено, лажни трагови спретно положени и решење ће натерати многе читаоце да се разбију“. Други рецензент је сматрао да је прича добро испричана, али му се није свидело што се радња „окреће правној тачки“ која је погрешно замишљена. У каснијем прегледу описано је као "Елегијски, више осећајно укључен него што је то уобичајено код Кристијеве, али га је домишљатост и врхунски траг сврстао међу најбоље класичне наслове."

## Радња
Елинор Карлајл и Роди Велман су после веридбе примили анонимно писмо у којем неко тврди да се неко "врзма" до богате Еленорине тетке и Родијеве стрине Лоре Велман, од које Елинор и Роди очекују да наследе велико богатство. Елинор је сестричина госпође Велман, док је Роди братанац њеног покојног мужа. Елинор сумњичи Мери Џерард као тему анонимног писма, ћерку подстанара коју њихова тетка воли и издржава. Не претпоставља се ни ко је написао писмо које је спаљено. Они посећују тетку у Хантерберију. Роди први пут у деценији види Мери Џерард. Госпођа Велман је делимично одузета након можданог удара и не воли тако да живи. Она говори и свом лекару Питеру Лорду и својој сестричини колико јој се не свиђа живот без здравља, желећи да лекар прекине њен бол, што он одбија да учини. Роди се заљубљује у Мери и то изазива Елинор да прекине веридбу. Након другог можданог удара, госпођа Велман тражи од Елинор да се брине за Мери. Елинор претпоставља да постоји опорука коју њена тетка жели да измени. Госпођа Велман умире пре него што је Елинор стигла да позове заступника. Нема воље. Она умире не направивши опоруку па њено значајно имање иде Елинор непосредно као једином познатом живом крвном сроднику.
Елинор подмирује са две хиљаде фунти Мери што она прихвата. Елинор продаје кућу коју је наследила. Мери умире од тровања морфијумом на ручку у Хантерберију, док је Елинор била у кући, а Мери са медицинском сестром Хопкинс у ложи и разврставала личне ствари. Сви у кући имали су приступ морфијуму за који је медицинска сестра Хопкинс тврдила да је изгубила у Хантерберију док је госпођа Велман била болесна. Елинор је ухапшена. Касније, након што је тело ископано, сазнаје се да је њена тетка умрла од тровања морфијумом. Питер Лорд, заљубљен у Елинор, доводи Поароа у случај. Поаро разговара са свима у селу и открива другог осумњиченог када му је Роди рекао за анонимно писмо - писца тог писма. Поаро се затим усредсређује на неколико основа. Да ли је отров у сендвичима које је направила Елинор, а које су све три појеле, или у чају који је припремила медицинска сестра Хопкинс, а који су пиле Мери и она, али не и Елинор? Која је тајна Мериног рођења? Има ли икаквог значаја у убоду трна руже на зглобу Хопкинсове? Расплет се открива углавном на суду када је бранилац доводио сведоке који откривају оно шта Поаро већ открио.
Поцепана фармацеутска етикета за коју тужилаштво каже да је од морфијум-хлорида у ствари је део са етикете за апоморфин-хидрохлорид, еметик што је разјашњено јер је слово "М" било мало. Део на ком пише "Апо" је био откинут. Медицинска сестра Хопкинс убризгала је себи еметик да би повратила отров који је прогутала у чају чиме је објашњен убод на зглобу - не од сорте руже без трња Zephirine Drouhin. Она је отишла да опере судове тог кобног дана ради личности док је повраћала па је изгледала бледа када јој се Елинор придружила у кухињи. Побуда је била новац. Мери Џерард је била ванбрачна ћерка Лауре Велман и сер Луиса Рајкрофта. Да је ово раније откривено, она би наследила имање госпође Велман. Сестра Хопкинс познаје Мерине праве родитеље због писма своје сестре Елиз неколико година раније. Када је Хопкинсова охрабрила Мери Џерард да напише опоруку, Мери је као корисника именовала жену за коју претпоставља да јој је тетка, Мери Рајли, сестру Елиз Џерард са Новог Зеланда. Удато Мери Рајли је Дрејпер. Испоставило се да је Мери Дрејпер са Новог Зеланда медицинска сестра Хопкинс у Енглеској што потврђују и две особе са Новог Зеланда које су познавале Мери Дрејпер. Хопкинсова напушта судницу пре него што ју је судија опозвао.
Елинор је ослобођена, а Питер Лорд је одводи од места где је новинари могу пронаћи. Поаро разговара са Лордом како би му објаснио своје закључке и поступке док је прикупљао податке о правом убици и како је "брзина ваздухопловног путовања" омогућила извођење сведока са Новог Зеланда на суђење. Поаро говори Лорду да разуме његове неспрећне напоре да предузме неке мере у Поароовој истрази. Лордова срамота ублажена је Поароовим уверењем да ће он бити Елинорин муж, а не Роди.

## Ликови
- Херкул Поаро, белгијски детектив који сведочи на суђењу Елинор Карлајл.

Жртве:
- Госпођа Лора Велман, богата удовица која поседује Хантербери, имање у близини Мејденсфорда. Поносна је, по свом опису.
- Мери Џерард, прелепа девојка од 21 годину, Лорина штићеница и непризната ванбрачна ћерка са сер Луисом Рајкрофтом

У селу:
- Елинор Карлајл, сестричина госпође Велман, лепа, образована млада жена снажних осећања.
- Родерик 'Роди' Велман, братанац покојног господина Велмана.
- Др. Питер Лорд, лекар госпође Велман, нов у овој пракси.
- Медицинска сестра Џеси Хопкинс, окружна медицинска сестра, позната на Новом Зеланду као Мери Рајли-Дрејпер, сестра покојне госпође Џерард. Добила је писмо које ће послати Мери док је живела на Новом Зеланду. Спријатељила се са Мери Џерард. Тражена због неколико кривичних дела убиства на Новом Зеланду, а сада и у Енглеској.
- Сестра Ајлин О’Брајен, медицинска сестра госпође Велман од њеног можданог удара.
- Господин Седон, заступник госпође Велман који за Елинор делује најпре састављањем опоруке након што је госпођа Велман умрла, а на суђењу осигуравајући услуге господина Балмера.
- Госпођа Бишоп, домаћица госпође Велман већ 18 година.
- Тед Хорлик, вртлар на имању госпође Велман.
- Ефрејм "Боб" Џерард, чувар конака и Мерин законити отац, оженио се Елиз Рајли, женом која је тврдила да је Мерина мајка након што се Мери родила. Он умире након друге жртве тровања. Медицинска сестра Хопкинс тврди да је међу његовим стварима нашла писмо које треба да се пошање Мери након смрти његове жене, а које она показује Поароу.
- Елиз Џерард, рођена Рајли, некад слушкиња госпође Велман која је тврдила да је Мери њена и рођена кћерка њеног покојног супруга Боба.
- Сер Луис Рајкрофт, ожењен женом затвореном у психијатрији и љубавник удовице госпође Велман умро у Великом рату пре него што се родила ћерка Мери.
- Тед Бигланд, син паора који воли Мери Џерард.
- Госпођа Слатери, спремачица претходника др. Лорда која је дуго живела у селу. Поаро разговарао са њом у вези свих трачева којих се сећа из прошлих времена.

У судници:
- Сер Џастис Бедингфилд, судија чији је резиме случаја снажан за одбрану.
- Сер Едвин Балмер, бранилац одбране познат као "човек без наде", односно случајева који изгледају сумњиво по оптуженог.
- Сер Семјуел Атенбури, тужилац.
- Др. Алан Гарсија, вештак тужилаштва.
- Инспектор Брил, истражно лице.
- Господин Абот, трговац и сведок.
- Алфред Џејмс Варгрејв, узгајивач ружа и сведок.
- Џејмс Артур Литлдејл, хемичар и сведок.
- Амелија Мери Седли, сведокиња са Новог Зеланда о идентитету Мери Дрејпер коју оданде познаје по браку.
- Едвард Џон Маршал, сведок са Новог Зеланда о идентитету Мери Дрејпер.

## Наслов
Наслов потиче од песме из II чина, IV сцене Шекпировог комада Дванаеста ноћ и која је штампана као епиграф у роману.
Одлази, одлази, смрт,

И у тужном чемпресу нека ме положи.

Одлете, одлете дах.

Убила ме поштена и окрутна слушкиња.

Бели покров мој, заглављен све са тисом,

о, припреми га!

Мој део смрти, нико тако истинит

то није поделио.

## Приповедање и грађа романа
Роман је написан у три дела: у првом је извештај, углавном из перспективе Елинор Карлајл, о смрти њене тетке Лоре Велман и накнадној смрти Мери Џерард, у другом Поароов извештај о његовој истрази у разговору са др. Лордом, а у трећем суђење на суду, опет углавном из Елинорине ошамућене перспективе.

## Књижевни значај и пријем
Морис Перси Ешли за часопис Књижевни додатак дао је позитиван осврт на књигу у броју из 9. марта 1940. године: „Последњих година јавност која чита детективске приче била је толико богата узбуђењима, „мудростима“ и изопаченом психологијом да се понекад пита има ли још простора за откривање старомодног непосредног проблема. Међутим, с нама је неколико прворазредних приказа ове уметности - иако сада када је госпођица Сејерс, у сваком случају, постала моралиста, а други ушли у лакше поље писања трилера, чини се да их је све мање. Госпођа Кристи посебно остаје верна старој вери и пријатно је што се може забележити да њена рука није изгубила лукавост“. Рецензент је зажалио што је Поаро изгубио неке од својих „слабости“ и што Хејстингс више није укључиван у заплете, али је завршио високом нотом: „Као сав рад госпође Кристи, економски је написан, трагови се стављају пред читаоца беспрекорно поштено, лажни трагови спретно положени, а решење ће изазвати многе читаоце да се избаце. Неки повремени читаоци детективских прича неће критиковати госпођу Кристи с образложењем да су њене приче недовољно извезене и да она, на пример, не садржи епиграме преко порта факултета. Али није ли време да констатујемо да у кругу саме детективске фантастике, где се проблеми прилично постављају и поштено решавају, нема никога да је додирне?“
У прегледу књиге часописа Њујоршки преглед књиге из 15. септембра 1940. године, Кај Ирвин је закључила: "Ликови су мали, драма је изграђена са свим сигурним, економским вештинама ове ауторке. Тужни чемпрес није најбоље од достигнућа Кристијеве, али по сваком питању је бољи од просечног трилера".
У разматрању неколико романа о злочину у издању за часопис Посматрач 10. марта 1940. године, Морис Ричардсон је почео: "Изузетан недељни злочин. Не само да Агата Кристи сија на свом престолуу, него су и дворани направили необично уредан уметнички аранжман лешева уз и низ степенице." Усредсређујући се посебно на Тужни чампрес, Ричардсон је закључио: "Опис ликова је сјајан и жесток као и увек. У ствари, Агата Кристи је то поновила, што је све што треба да знате."
Часопис Шкот је у прегледу у броју из 11. марта 1940. закључеио: "Тужни чемпрес је лакши и пре мање генијалан него што су обично приче госпође Кристи, а завршно објашњење је неоправдано продужено. Али, то само у односу на сопствени високи ниво госпођу Кристи да чини надмоћном. По обичним мерилима детективске фантастике, ово је очаравајућа и вешто повезана прича."
Е. Р. Паншон из часописа Чувар је на питање од 2. априла 1940. закључио: "Прича је испричана са свим, па чак и више од уобичајене вештине госпође Кристи и ефекта, али је штета што је радња претворена у правно становиште, познато свима а опет толико погрешно замишљено да ће многи читаоци осетити да је прича лишена веродостојности."
Роберт Барнард је сматрао да је овај роман "Измена на уобичајену тему троугла и једини пут када је Кристијева користила фазон љупке жене на оптуженичкој клупи оптужене за убиство." Његова опаска на њега била је снажно позитивна, назвавши га "Елегијским", више осећајно укључен него што је то уобичајено код Кристијеве, али га је домишљатост и врхунски траг сврстао међу најбоље класичне наслове. Њено знање о отрову дошло је до изражаја, али почетнику ће такође користити знање о хортикултури и вештина блиског читања".

## Помињање других дела
Питер Лорд каже да му је др. Џон Стилингфлит препоручио да се посаветује са Поароом на основу Поароовог сјајног наступа у случају везаном за причу Сан, која је штампана две године раније у броју 566 часописа Странд и касније у оквиру књиге Пустоловина Божићног пудинга 1960. у Великој Британији и књизи Загонетка на регати у САД 1939. године. Лик Стилингфлита се касније поново појавио у књизи Трећа девојка (1966).
Један од сведока који је на суђење стигао са Новог Зеланда зове се Амелија Седли, име које је позајмљено из књиге Светски вашар Вилијама Мекписа Текерија 1847-48.

## Прилагођавање

### Радио
Роман је 1992. прилагођен као петоделни серијал за ББЦ Радио 4. Џон Мофат је поново тумачио улогу Поароа. Серија се емитовала четвртком од 14. маја до 11. јуна од 22.00 до 22.30. Свих пет епизода снимљено је у недељи од 16. до 20. марта 1992.

### Телевизија

#### Поаро
Књигу је London Weekend Television прилагодио као стоминутну драму која је емитована на ИТВ-у у Великој Британији у петак 26. децембра 2003. као посебна епизода у њиховој серији Поаро. Екранизација је била прилично верна роману, али су време и место радње биле две велике промене. Док се роман делимично одвијао на кривичном суду, а делом на имању Лоре Велман, екранизација се дешава само на имању Лоре Велман. На крају, медицинска сестра Хопкинс покушава да убије Поароа отрованим чајем, али он се претвара да га пије, а чај сипа у чинију са шећером.

#### Мала убиства Агате Кисти
Роман је прилагођен као шеста епизода француске телевизијске серије Мала убиства Агате Кристи. Епизода је премијерно емитована 2010. године.